# Жиль, Гийом
Гийом Ален Жиль (фр. Guillaume Alain Gille, род. 12 июля 1976 года в Валансе) — французский гандболист, разыгрывающий. Двукратный олимпийский чемпион, двукратный чемпион мира, двукратный чемпион Европы в составе сборной Франции. В сборной был известен под прозвищем «Джино». С 2020 года — главный тренер сборной Франции.

## Карьера

### Клубная
Воспитанник школы команды «Савоя» из Шамбери (также известной как «Шамбери»). За свою карьеру выступал во французских клубах «Лорьёль» и «Савоя», но большую часть игрового времени провёл в матчах за немецкий «Гамбург» (с 2002 по 2012 годы). В активе Жиля по одному титулу чемпиона Франции и Германии, один кубок Франции и два кубка Германии, а также четыре Суперкубка Германии и победа в Кубке обладателей кубков сезона 2006/2007. Летом 2012 года Гийом вернулся в «Савою», где завершил свою карьеру два года спустя.

### В сборной
В сборной Гийом дебютировал 26 ноября 1996 в поединке против сборной Югославии. В его активе участие почти во всех турнирах сборной Франции вплоть до 2012 года. За сборную Франции он провёл 308 игр и забил 678 голов. Он мог быть включён в состав олимпийской сборной для Игр в Атланте 1996 года по решению тренера Даниэля Константини, однако получил травму перед самым началом турнира. Главными достижениями Гийома стали золотые медали Олимпийских игр 2008 и 2012 годов, чемпионатов мира 2001 и 2009 годов, а также чемпионатов Европы 2006 и 2010 годов. В сентябре 2012 года 36-летний Гийом, выиграв олимпийское золото, объявил о завершении карьеры в сборной.

## Семья
Брат гандболистов Бертрана и Бенджамина Жилей. Жена Мария, есть трое детей.

## Достижения

### Клубные
- Чемпион Франции: 2001
- Вице-чемпион Франции: 1998, 1999, 2000, 2002
- Победитель Кубка Франции: 2002
- Финалист Кубка Франции: 2002, 2014
- Победитель Кубка чемпионов Франции: 2013
- Чемпион Германии: 2011
- Вице-чемпион Германии: 2007, 2009, 2010
- Победитель Кубка Германии: 2006, 2010
- Финалист Кубка Германии: 2004, 2008
- Победитель Суперкубка Германии: 2004, 2006, 2009, 2010
- Финалист Суперкубка Германии: 2008
- Победитель Кубка обладателей кубков: 2007
- Полуфиналист Лиги чемпионов ЕГФ: 2008, 2009, 2011

### В сборной
- Олимпийский чемпион: 2008, 2012
- Чемпион мира: 2001, 2009
- Бронзовый призёр чемпионатов мира: 1997, 2003, 2005
- Чемпион Европы: 2006, 2010
- Бронзовый призёр чемпионата Европы: 2008

### Личные
- Спортсмен года в Гамбурге: 2010

## Государственные награды
- Кавалер ордена «За заслуги» — 14 марта 2001 года[5]
- Кавалер ордена «Почётного легиона» — 14 декабря 2008 года[6]
- Офицер ордена «За заслуги» — 31 декабря 2012 года[7]